# Igor Ledjachov
Igor Ledjachov (Russisch: Игорь Анатольевич Ледяхов), (Sotsji, 22 mei 1968) is een voormalig Russisch voetballer.

## Clubarrière
Igor Ledjachov speelde tussen 1988 en 2003 voor Rostov aan de Don, Dnipro Dnipropetrovsk, Rotor Volgograd, Spartak Moskou, Sporting Gijón, Yokohama Flügels en Eibar.

## Interlandcarrière
Igor Ledjachov debuteerde in 1992 in het Sovjet-Unie nationaal elftal/Russisch nationaal elftal en speelde 15 interlands, waarin hij 1 keer scoorde. Hij nam met Rusland deel aan het WK voetbal 1994 in de Verenigde Staten, waar de ploeg in de eerste ronde werd uitgeschakeld.
1 Charin ·
2 Tsjernisjov ·
3 Tschadadze ·
4 Tsveiba ·
5 Oleh Koeznetsov ·
6 Sjalimov ·
7 Mychajlytsjenko  ·
8 Kantsjelskis ·
9 Alejnikaw ·
10 Dobrovolski ·
11 Joeran ·
12 Tsjertsjesov ·
13 Kirjakov ·
14 Ljoetyj ·
15 Kolyvanov ·
16 Dmitri Koeznetsov ·
17 Kornejev ·
18 Onopko ·
19 Ljedjachov ·
20 Ivanov ·
Coach: Bysjovets
1 Tsjertsjesov ·
2 Koeznetsov ·
3 Gorloekovitsj ·
4 Galjamin ·
5 Nikiforov ·
6 Ternavski ·
7 Pjatnitski ·
8 Popov ·
9 Salenko ·
10 Karpin ·
11 Bjestsjastnik ·
12 Tetradze ·
13 Borodjoek ·
14 Kornejev ·
15 Radtsjenko ·
16 Charin  ·
17 Tsymbalar ·
18 Onopko ·
19 Mostovoj ·
20 Ledjachov ·
21 Chlestov ·
22 Joeran ·
Coach: Sadyrin